# Pedro Berges
Pedro Manuel Berges Naval (né en 1906 et mort en 1978) était un joueur de football international cubain, qui évoluait en tant que milieu.

## Biographie

### Club
Il évolue dans sa carrière dans le club du championnat cubain de l'Iberia Havana.

### International
Il fut l'un des participants de l'équipe de Cuba qui disputa la coupe du monde 1938 en France, le premier mondial pour un pays d'Amérique centrale et des Caraïbes.
Lors de ce mondial, les Cubains font tout d'abord un match nul 3-3 en huitième-de-finale contre la Roumanie le 5 juin 1938. Un match d'appui a alors lieu le 9 juin et le Cuba l'emporte sur un score de 2 buts à 1. Après avoir passé le 1er tour, les Cubains sont écrasés sur un score sans appel de 8 à 0 par la machine suédoise en quarts-de-finale. Pedro Berges, quant à lui, n'inscrit aucun but.